# Pega (ave)

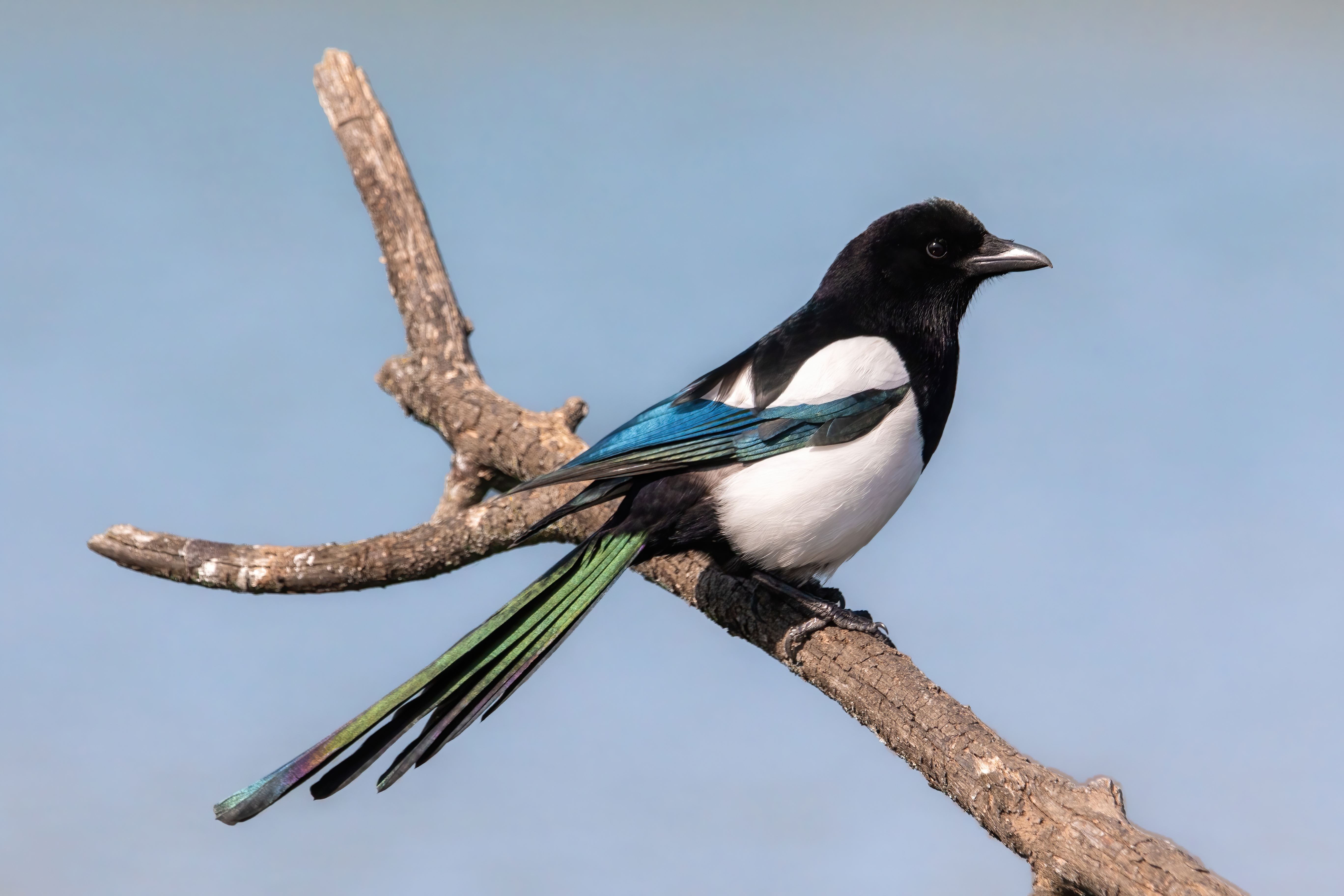
Pega euroasiática

Pegas são aves da família corvidae, incluindo o pega-rabuda branco e preto, que é uma das poucas espécies animais capazes de reconhecerem a si mesmas em um teste do espelho. Adicionalmente a outros membros do gênero Pica, corvídeos considerados como pegas estão nos gêneros Cissa, Cyanopica e Urocissa.
As pegas do gênero Pica encontram-se geralmente nas regiões temperadas da Europa, Ásia e oeste da América do Norte, com populações também presentes no Tibete e em zonas de elevada altitude de Caxemira. Os pegas do género Cyanopica encontram-se na Ásia Oriental e na Península Ibérica.